# Sanniki (rejon głębocki)
Sanniki (biał. Саннікі, tarasz. Саньнікі, ros. Санники) – wieś na Białorusi, w obwodzie witebskim, w rejonie głębockim, w sielsowiecie Prozoroki.

## Historia
W okresie Rzeczypospolitej Obojga Narodów własność Korsaków, a następnie w całości lub częściowo należały do Aleksandra Kozaryna, burmistrza Dzisny (2 poł. XVI wieku); Ostrowskich (XVI/XVII w.); Starzyńskich i Szczytów (XVII/XVIII w.).  
W czasach zaborów miejscowości leżały w wołości (gminie) Prozoroki, w powiecie dziśnieńskim guberni wileńskiej Imperium Rosyjskiego.
W latach 1921–1945 wieś i majątek ziemski Sanniki leżały w Polsce, w województwie wileńskim, w powiecie dziśnieńskim, w gminie Prozoroki.
Według Powszechnego Spisu Ludności z 1921 roku zamieszkiwało:
- wieś – tu 130 osób, 115 było wyznania rzymskokatolickiego a 15 prawosławnego. Jednocześnie wszyscy mieszkańcy zadeklarowali polską przynależność narodową. Były tu 24 budynki mieszkalne[6]. W 1931 w 24 domach zamieszkiwało 162 osoby[7].
- majątek – tu 25 osób, 18 było wyznania rzymskokatolickiego a 7 prawosławnego. Jednocześnie wszyscy mieszkańcy zadeklarowali polską przynależność narodową. Były tu 4 budynki mieszkalne[6]. W 1931 w 24 domach zamieszkiwało 162 osoby[7].

Wierni należeli do parafii rzymskokatolickiej i prawosławnej w Prozorokach. Miejscowość podlegała pod Sąd Grodzki w Głębokiem i Okręgowy w Wilnie; właściwy urząd pocztowy mieścił się w Prozorokach.
W okresie międzywojennym  znajdowały się w granicach II Rzeczypospolitej, w gminie wiejskiej Prozoroki, w powiecie dziśnieńskim, w województwie wileńskim.
Po agresji ZSRR na Polskę w 1939 roku wieś znalazła się w granicach BSRR. Po ataku Niemiec na ZSRR wieś była pod okupacją hitlerowską w latach 1941-1944. Następnie leżała w BSRR. Od 1991 roku w Republice Białorusi.